# Ленсан
Ленса́н (фр. Lincent, валлон. Lîssin, нидерл. Lijsem) — коммуна в Валлонии, расположенная в провинции Льеж, округ Варем. Принадлежит Французскому языковому сообществу Бельгии. На площади 14,75 км² проживают 2998 человек (плотность населения — 203 чел./км²), из которых 48,53 % — мужчины и 51,47 % — женщины. Средний годовой доход на душу населения в 2003 году составлял 13 026 евро.
Почтовый код: 4287. Телефонный код: 019.